# رحمة المحروقي
رحمة إبراهيم المحروقية، تشغل منصب وزير التعليم العالي والبحث العلمي والابتكار بسلطنة عمان (سابقاً: وزارة التعليم العالي) منذ صدور المرسوم السلطاني
رقم 111/ 2020 من قبل السلطان هيثم بن طارق بتاريخ 18 أغسطس 2020 م.

## الحياة العلمية
تحمل دكتوراة في اللغة الإنجليزية والتربية التواصلية من جامعة بيتسبرغ في الولايات المتحدة الأمريكية، وقد حصلت على درجة
الماجستير في مناهج تدريس اللغة الإنجليزية وبكالوريوس اللغة الإنجليزية من جامعة السلطان قابوس.

## الحياة العملية
شغلت رحمة المحروقية عدة مناصب في جامعة السلطان قابوس، فقد عملت في المناصب التالية:
- نائب الرئيس للدراسات العليا والبحث العلمي
- مديرمركز البحوث الإنسانية
- مدير لمركز اللغات بالجامعة
- ومدير مركز الدراسات الإنسانية
- كما أنها عضو بمجلس أمناء كلية الشرق الأوسط وكلية مجان.

وإلى جانب ذلك فقد كانت أستاذ مساعد ثم مشارك بقسم اللغة الإنجليزية وآدابها بكلية الآداب والعلوم الاجتماعية

## النتاج الفكري
أعدت رحمة المحروقية عدد من البحوث العلمية ونشرت في المجلات العلمية المحكمة، كما أن لها مشاركات عديدة في المؤتمرات
والمحافل العالمية لاسيما فيما يتعلق باللغة الإنجليزية وتمكين المرأة.
وقد صدر لها عدة كتب منها: كتاب تدريس الأدب في سياق اللغة الإنجليزية لغير الناطقين بها، كتاب المرأة العمانية بين الماضي
والحاضر، ومجموعة قصصية بعنوان القوارير. 